# Institut national de biologie fondamentale

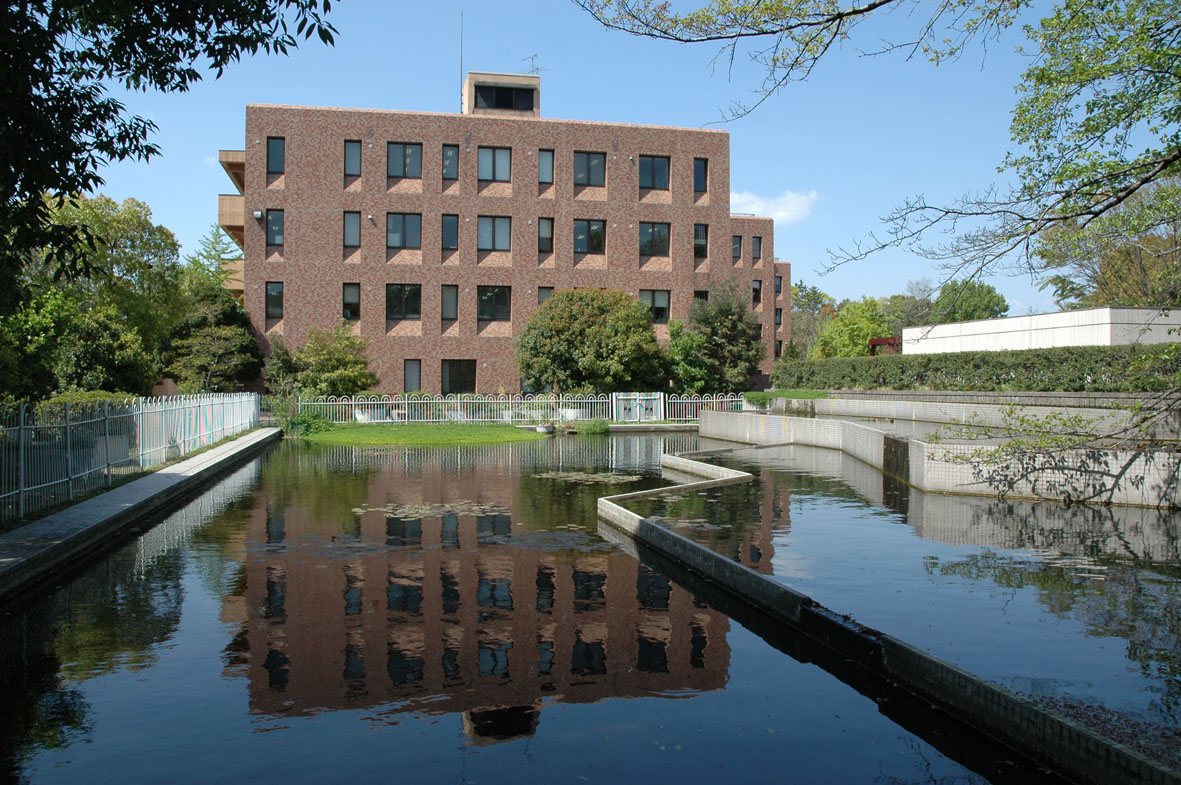
Bâtiment de l’institut à Okazaki.

Logo de l’institut.

L'Institut national de biologie fondamentale (基礎生物学研究所, Kisoseibutsugaku kenkyūjo, National Institute for Basic Biology (NIBB)) est un institut de recherche et une université de troisième cycle situé dans la ville d'Okazaki, préfecture d'Aichi, au Japon. Il a été fondé en 1977 pour promouvoir la recherche biologique au Japon en coopération avec des universités publiques et privées et des instituts de recherche,. Le prix Nobel de physiologie ou médecine 2016, Yoshinori Ohsumi, travailla à cet institut, découvrant que les protéines ATG, impliquées dans l'autophagie se composent de six groupes fonctionnels uniques.

## Recherche
Bien que l'objectif principal de l'institut soit la biologie fondamentale, la recherche, il couvre une grande variété de domaines biologiques, tels que la biologie cellulaire, la biologie du développement, la neurobiologie, la biologie évolutive, la biologie environnementale et la biologie théorique. Les résultats de ces recherches sont régulièrement publiés dans des publications à comité de lecture telles que Science, Nature on encore les Proceedings of the National Academy of Sciences,,.

## Éducation
En plus d'être un institut de recherche, l'Institut national de biologie fondamentale du Japon fonctionne également comme une institution d'enseignement supérieur. En tant que tel, il constitue le département de biologie fondamentale à l'École des sciences de la vie du Collège doctoral de recherche avancée. Le département offre un programme de doctorat de cinq ans pour les diplômés universitaires et un cours de doctorat supérieur de trois ans pour les étudiants qui ont déjà terminé un cours de maîtrise. Les étudiants diplômés inscrits dans d'autres universités et institutions sont également éligibles pour y effectuer des recherches pendant des périodes déterminées sous la supervision de professeurs.

## Coopération internationale
L'institut sert de passerelle entre la communauté scientifique internationale et les chercheurs au Japon à travers diverses conférences, séminaires et cours pratiques,.

## Conférences internationales
Conférence de l'institut
L'Institut national de biologie fondamentale accueille chaque année la conférence de l'institut depuis son ouverture en 1977.
Conférence de biologie Okazaki
La conférence de biologie Okazaki, initiée en 2003[réf. nécessaire], a pour objectif la mise en place de réseaux interdisciplinaires dans la recherche de réponses à des questions majeures en biologie.

## Échanges académiques
L'institut réalise des programmes d'échanges académiques avec le Laboratoire européen de biologie moléculaire et les Instituts nationaux de sciences naturelles. Cela comprend: la promotion d'activités de recherche conjointes; invitation des membres du corps professoral et des chercheurs à des conférences, des ateliers, des symposiums et d'autres activités académiques; échange d'étudiants diplômés pour des conférences et des cours de formation; et l'échange d'informations et de publications académiques
Il s'est également associé à l'Institut Max Planck pour l'amélioration des plantes de la Société Max Planck dans le cadre d'une initiative visant à stimuler les échanges académiques et universitaires. Les deux organismes planifient et promeuvent des projets de recherche conjoints, des colloques collaboratifs, des cours de formation et des programmes d'échange d'étudiants.

## Projet national BioResource
Le projet national BioResource est un projet national d'accumulation, de stockage et de fourniture systématiques de bioressources (animaux et plantes pour l'expérimentation, cellules, ADN et autres ressources génétiques) largement utilisés comme outils de recherche en sciences de la vie. L'institut y participe en tant que centre de recherche et d'approvisionnement pour le medaka (Oryzias latipes), un petit poisson d'eau douce téléostéen qu'on retrouve dans les ruisseaux et les rizières, dont l'utilité en tant que modèle vertébré s'est développée au Japon et dont la séquence du génome complet est devenue disponible en 2007. Les medaka fournis par l'institut comprennent les souches standard, les souches sauvages, les lignées consanguines, les espèces apparentées et les mutants spontanés et induits. D'autres espèces telles le poisson-zèbre et Ipomoea nil sont également concernées par ces recherches. De plus, l'institut fournit aux chercheurs du monde entier des bases de données en anglais contenant des données de recherche sur la mousse physcomitrella patens, la daphnie, Xenopus laevis, les organites de cellules végétales et les génomes bactériens.